# Aquagirl
Aquagirl est le nom de plusieurs personnages de fiction appartenant à l'univers DC Comics.

## Début des Personnages

### Lisa Morel
Lisa Morel apparait dans Adventure Comics n°266 (novembre 1959) comme l'un des enfants Atlantes nés avec des yeux violets et incapables de s'adapter au monde aquatique. Ils avaient été envoyés à la surface avec des canots de sauvetage, de sorte qu'ils peuvent survivre parmi les créatures terrestres, et Lisa avait été adoptée par un scientifique, le Dr Hugo Morel et sa femme. Quand Aquaman fut en danger, la respiration aquatique et les pouvoirs télépathiques de Lisa se sont réveillés. Elle se confectionne un costume identique à celui d'Aquaman, prend le nom de "Aquagirl" et se bat à ses côtés. Cependant, ses nouveaux pouvoirs sont de courte durée, et plus tard elle les perd définitivement. C'est la première et dernière apparition du personnage.

### Selena
Selena est une jeune Poséidonienne qui avait temporairement fait équipe avec Aquaman sous le nom d "Aqua-Girl" dans le World's Finest Comics n°133 (mai 1963) pour rendre son ex-petit ami jaloux. Elle réussit, rendant Aqualad jaloux de son statut temporaire de jeune partenaire d'Aquaman. C'est aussi la première et dernière apparition du personnage.

## Tula
Tula apparaît dans Aquaman Vol. 1 n°33 (mai–juin 1967),. Après avoir perdu ses parents peu après sa naissance, elle a été trouvée et adoptée par l'une des familles royales de l'Atlantide. Ayant obtenu le titre de Princesse de Poseidonis, Tula est éduquée dans les traditions atlantes et ne quitte jamais le palais royal jusqu'à ce qu'elle rencontre Aqualad (Garth) à l'âge de 15 ans dans ce numéro.
Tula aide parfois Aqualad pendant ses missions avec les premiers Teen Titans, sous le nom d'Aquagirl. Lorsque Aquaman quitte son trône pour partir à la recherche de sa femme Mera, Narkran règne en dictateur sur la cité. Son règne ne s'acheva que lorsque Tula mène une rébellion contre lui. Tula et Garth se remettent ensemble à leur retour à Atlantis. Ils apparaissent plus tard dans la nouvelle série New Teen Titans des années 1980 pour aider les Titans à faire tomber le H. I. V. E.

### La mort d'Aquagirl
Au cours de la série limitée Crisis on Infinite Earths (1985-1986), Aquagirl est tuée par le vilain Chemo, se noyant dans l'eau que ce dernier a empoisonné.
Des années plus tard, dans la mini-série Tempest, une femme qui prétend être Tula entre dans la vie de Garth. En vérité, c'est un doppelgänger créé par l'infâme Slizzath dans le but de siphonner son énergie mystique à des fins maléfiques. Garth comprend la ruse et parvient à vaincre Slizzath, acceptant finalement que Tula soit bel et bien morte. C'est également à cette période que Garth prend une nouvelle identité en tant que Tempest.
Plus récemment, Tula réapparaît dans Teen Titans (vol. 3) n°30 et n°31. Aquagirl est ramenée à la vie par Brother Blood — avec Hawk et Dove, Phantasm et Kole — pour combattre les Titans. Après avoir été libéré par Beast Boy et Raven, Kid Eternity est capable de renvoyer les Titans décédés à leur repos.
Tula a une statue dans le "Hall of Fallen Titans" de la Tour des Titans, à côté de celles de Hawk and Dove, Kole et bien d'autres. Un an plus tard, Tula est appelée par Kid Eternity quand les Titans affrontent à nouveau Blood. Elle bat brutalement le méchant. Plus tard, elle est renvoyée dans l'au-delà après avoir atteint la limite de temps dans lequel elle pouvait rester dans le corps d'Eternity.

### Blackest Night
Dans la mini série Blackest Night, Tula, Aquaman et Dolphin apparaissent en tant que groupe nommé les Black Lanterns qui attaqua Tempest et Mera. Tula et Dolphin se battent contre Tempest, se moquant de lui pour ne pas avoir pu les sauver. Sentant l'espoir de Garth envers elle, Tula lui arracha le cœur, le tuant et le ramenant en tant que Black Lantern. Tula apparaît plus tard pour battre les Titans. Cependant, son corps a été détruit par un éclat de lumière blanche émanant de Dawn Granger.

### The New 52
Dans la reboot des New 52, Tula est d'abord considérée comme une messagère de l'actuel Roi d'Atlantis, Orm (Ocean Master), lui reportant les attaques faites sur un garçon né avec des yeux violets, qui est considéré par certains comme celui qui apportera la fin d'Atlantis. Orm ordonna que Garth soit rendu à sa mère sain et sauf. Plus tard, elle combattra Cyborg au cours de l'invasion des États-Unis par les Atlantes, puis, quand Aquaman deviendra le roi d'Atlantis, il est découvert qu'elle et Orm ont le même père, ce qui signifie que Orm est son demi-frère.

## Lorena Marquez
Lorena Marquez était au Zoo de San Diego, quand un tremblement de terre secoue San Diego et la fait s'enfoncer profondément dans la mer, faisant des milliers de victimes — y compris toute la famille de Lorena. Elle entre en contact avec Aquaman, qui la soigne ; et plus tard, elle découvre qu'elle a développé la capacité de respirer sous l'eau. Les deux héros parviennent à localiser les autres survivants du tremblement de terre, ainsi que Anton Geist, le scientifique responsable de la catastrophe. Lorena et Aquaman n'ont d'autres choix que de reconstruire la ville et la rebaptiser ''Sub Diego''. Lorena assume alors pleinement son identité d'Aquagirl et adopte un costume aquatique.

## Autres versions
Dans la série limitée Kingdom Come parue en 1996, Aquagirl est Tula II, la jeune fille de Garth (anciennement Aqualad, devenu Aquaman). Elle est nommée Tula d'après la dernière petite amie de son père et fait partie d'une équipe composée des enfants des autres Titans originels qui ont pris position du côté de Batman dans le conflit du récit. Lors de ses apparitions, Tula démontre une capacité de métamorphose partielle, pouvant modifier des parties de son corps pour ressembler à des créatures marines. Elle a été vue pour la dernière fois en train de combattre Donna Troy au cours d'une grande bataille dans un Goulag et a probablement été tuée par l'explosion nucléaire qui a mis fin au conflit.
La mère de Tula est probablement Deep Blue, décrite dans la série comme étant "Mizuko Perkins", fille de Tsunami et de Neptune Perkins. Dans la continuité chronologique DC, Deep Blue est la demi-sœur de Debbie, la fille de Tsunami et Atlan.

## Apparitions dans d'autres médias

### Télévision
- Dans Batman, la relève, Aquagirl est Mareena, membre de la Justice League du futur et fille d'Aquaman. Le personnage a été créé spécifiquement pour les épisodes "La Ligue des justiciers, 1re partie et La Ligue des justiciers, 2e partie" (saison 3, épisodes 7 et 8, Novembre 2000), dans lesquels Batman rencontre la "Justice League Unlimited," une version future de la Justice League. Aquagirl est doublée par Jodi Benson, l'actrice qui doubla Ariel dans La Petite Sirène. Quand Batman lit son dossier sur l'ordinateur, il est montré qu'elle est la fille d'Aquaman et que ses pouvoirs inclus le contrôle de l'eau.
- Dans la saison 2 d'Entourage, Mandy Moore joue le rôle d'Aquagirl dans le film "Aquaman" qui existe dans l'univers de fiction de la série.
- Tula apparaît dans l'épisode "Temps mort" de la série Young Justice (saison 1, épisode 8), doublée par Cree Summer. Elle est présentée comme l'amie d'enfance de Kaldur'ahm et comme la petite amie de Garth après le départ de Kaldur d'Atlantis pour devenir le jeune partenaire d'Aquaman.

### Films
- Tula fait une petite apparition dans le film d'animation La Ligue des Justiciers : Le Paradoxe Flashpoint en tant que membre de l'armée d'Aquaman dans la ligne temporelle alternative. Elle est tuée lors du combat final contre les Amazones.

### Jeux vidéo
- Tula apparaît dans Young Justice: Legacy, avec Cree Summer reprenant son rôle.